# Mohammad Ghazi al-Jalali
Mohammad Ghazi al-Jalali, né le 22 mars 1969, est un ingénieur civil et un homme politique syrien. 
Il est Premier ministre de la Syrie entre le 14 septembre et le 9 décembre 2024, d'abord au sein du gouvernement de Bachar al-Assad, puis, après la chute de celui-ci, au sein d'un gouvernement de transition. Il a occupé le poste de ministre des Communications et de la Technologie dans le deuxième gouvernement de Wael al-Halki, du 27 août 2014 au 3 juillet 2016,.

## Biographie

### Jeunesse et formation
Muhammad Ghazi al-Jalali est né à Damas en 1969. Il a obtenu une licence en génie civil en 1992 et un diplôme de troisième cycle en génie civil à l'université de Damas en 1994. Il a également obtenu un master en génie civil en 1997 et un doctorat en économie de l'ingénierie à l'université Ain Shams du Caire en 2000.

### Carrière
Mohammad Ghazi al-Jalali a travaillé en tant qu'assistant du ministre syrien des Communications et de la Technologie de 2008 à 2014, et en tant que président du conseil d'administration de la Société syrienne des postes au cours de la même période, et membre du conseil d'administration de la Société générale des transports routiers de 2005 à 2013.
Le 10 août 2014, il prend la tête du ministère des Communications et de la Technologie. Il y restera près de deux ans, jusqu'au 3 juillet 2016. Il est depuis sous le coup de sanctions de l'Union européenne pour sa responsabilité « dans la répression violente exercée par le régime baasiste contre la population civile »,,.
Il a également été membre du Conseil syrien de l'enseignement supérieur au ministère syrien de l'Enseignement supérieur de 2008 jusqu'à sa nomination en tant que ministre des Communications et de la Technologie, et il est professeur adjoint à l'université de Damas. 

### Premier ministre de Syrie
Le 14 septembre 2024, le président syrien Bachar el-Assad publie un décret chargeant Jalali de former le gouvernement.
Le 8 décembre 2024, Jalali reconnaît la chute du régime baasiste du président Assad et annonce qu'il tend la main à l'opposition syrienne, en insistant sur la préservation des institutions de l'État. Le chef de Hayat Tahrir al-Cham, Abu Mohammad al-Julani, a annoncé que Jalali dirigerait le gouvernement à titre transitoire jusqu'à la formalisation d'un nouvel accord de gouvernement. Plus tard dans la journée, Jalali a appelé à la tenue d'élections démocratiques afin que le peuple syrien puisse choisir ses nouveaux dirigeants,. Il a déclaré que l'organisation Hayat Tahrir al-Cham avait contacté les dirigeants du régime et que leurs hommes avaient promis qu'il n'y aurait pas de répression. Jalali a également déclaré que lui et 18 autres ministres avaient pris la décision de principe de rester à Damas et de ne pas quitter le pays.
Le même jour, il est remplacé par Mohammed al-Bachir en tant que Premier ministre du gouvernement de transition.